# Щукоголовы
Щукоголовы (лат. Luciocephalus) — род лабиринтовых рыб из семейства макроподовых (Osphronemidae).

## Таксономия
Оригинальное название типового вида Diplopterus pulcher было впервые использовано Джоном Эдвардом Греем на рисунке в 1830 году, впоследствии, в следующем 1831 году, Грей дал краткое описание вида.
Питер Бликер 1851 года сменил родовое название Diplopterus на Luciocephalus, поскольку первое уже использовалось для одного из родов птиц из семейства кукушковых: Diplopterus Boie, 1826 (современное название Tapera Thunberg, 1819).
Долгое время род Luciocephalus был принят считать монотипическим, Luciocephalus pulcher считался его единственным представителем. Однако на острове Суматра был найден другой вид, получивший название Luciocephalus aura, меньше по размеру и с другой окраской.
Представители рода Luciocephalus обладают достаточно специфическими признаками, из-за чего долго не удавалось обнаружить их место на филогенетическом дереве рыб. Щукоголовы являются типичными хищниками и внешне напоминают щуку. Это дало основания Грею сначала включить этих рыб в состав семейства щуковых (Esocidae). Уже вскоре Бликер, опираясь на наличие у щукоголова простого лабиринтного органа, причислил его к лабиринтным рыбам (Anabantoidei). В классификации Л. С. Берга (1940) щукоголов был указан как единственный род отряда щукоголовоподобных (Luciocephaliformes). Однако дальнейшие морфологические и генетические исследования не только подтвердили принадлежность щукоголов к лабиринтным рыбам, но и определили их место в системе классификации. Выяснилось близкое родство рода Luciocephalus с родами Ctenops, Parasphaerichthys и Sphaerichthys; вместе они образуют монофилетическую группу, известную как клада «спиральной икры» (англ. spiral egg). С родами Ctenops и Sphaerichthys щукоголовов объединяет также характерный способ инкубации икры во рту. Среди других лабиринтных рыб подобный тип инкубации встречается только у части видов рода Betta.

## Виды
Род включает 2 вида из Юго-Восточной Азии:
- Luciocephalus aura Tan & Ng, 2005 — максимальная стандартная (без хвостового плавника) длина 10,5 см. Бассейн реки Батангари на острове Суматра в Индонезии[8].
- Luciocephalus pulcher (Gray, 1830) — красивый щукоголов. Максимальная стандартная длина 20 см. Южный Таиланд, Малайзия, Сингапур, Бруней, Индонезия (Суматра и Калимантан)[9].

## Внешний вид и строение
Щукоголовы имеют необычную для лабиринтных рыб щуковидную форму с большой головой, острой мордой, большим ртом и сильно выдвинутой вперед верхней челюстью.
Спинной плавник сдвинут далеко назад. Анальный плавник с глубокой вырезкой. За исключением брюшных, все остальные плавники состоят только из мягких лучей. Первые твердые лучи брюшных плавников сильно удлинены.
Плавательный пузырь отсутствует. Щукоголовы имеют лабиринтный орган, он проще по строению, чем у других лабиринтных рыб.
Также обладают одним из наиболее специализированных и эффективных механизмов выдвижения челюсти среди костистых рыб. Рот раскрывается так широко, что щукоголов способен заглотить добычу длиной в треть собственного тела.

## Образ жизни
Щукоголовы являются обитателями пресных болотистых лесных водоемов, часто со значительным содержанием торфа. Живут небольшими группами.
Хищники. Питаются преимущественно мелкой рыбой, реже водяными беспозвоночными. Также способны выскакивать из воды и хватать насекомых непосредственно над поверхностью воды. Добычу они терпеливо неподвижно поджидают в засаде. Их специфическая окраска позволяет им оставаться невидимыми среди водяной растительности, а обтекаемая торпедообразная форма тела в сочетании с мощным хвостом обеспечивает молниеносный бросок.
Верхняя челюсть мгновенно поднимается и выдвигается вперед на треть длины головы. Рот при этом сильно увеличивается и превращается в трубку. Общая биомеханическая схема таких движений у щукоголова является общей со многими другими костными рыбами, но показатели достигают экстремальных значений.
Когда ничего не подозревающая добыча подплывает достаточно близко к щукоголову, тот включает все свои физиологические возможности. Хищник стремительно бросается на жертву, мгновенно раскрывая при этом свою пасть. Крепкие челюсти позволяют щукоголову надежно удерживать добычу.
Самец вынашивает икру во рту, после чего выпускает на свободу уже полностью сформированных мальков.

## Содержание в аквариуме
Оба вида щукоголовов содержат в аквариумах, хотя и очень редко. Это довольно интересные рыбы, к тому же у них привлекательная окраска. Однако в аквариумах их содержать нелегко, главная проблема состоит в снабжении рыб подходящим кормом.